# Rob Halford
Rob Halford   (Walsall, 25 d'agost de 1951) és un cantant-escriptor de cançons anglès, conegut per ser el cantant del grup de heavy metal, Judas Priest. Halford té una tessitura que pot arribar a estendre's fins a quatre octaves: ha gravat notes des de Re2 fins a Si5,
però es rumoreja que ha pogut arribar a notes de més de G♯6 en més d'una ocasió en esdeveniments el 1975. És un dels cantants més reconeguts del heavy metal i la música rock pel seu estil de cantar. És conegut amb el nom de "Metal God" com a tribut a la seva influència en el metal, per la cançó de Judas Priest amb el mateix nom de l'àlbum dels 1980, British Steel. Actualment viu a Phoenix (Arizona), Estats Units, però també resideix a San Diego, Califòrnia i Amsterdam, Països Baixos, així com a la seva casa natal a Walsall, Regne Unit.

## Biografia

### Judas Priest
Rob Halford va començar a cantar en la seva adolescència en algunes bandes de rock sense major transcendència com Thark, Lord Lucifer, Athens Wood, o Hiroshima. Abans de ser contractat per Judas Priest, Halford alternava la seva vocació musical amb la feina de maquinista d'il·luminació de teatre, que l'ajudava a cobrir despeses. El 1973, a través de la seva germana, va conèixer a Ian Hill, baixista de la ja formada banda Judas Priest, que era el xicot de la seva germana. Va ser així com Hill i alguns membres de Judas Priest, un dia que estaven a casa dels Halford, casualment van sentir a Rob cantant enfront de la ràdio. Judas Priest s'havia quedat sense el seu vocalista fundador, Al Atkins, per la qual cosa Hill va proposar a K.K. Downing, guitarrista de Judas Priest, fer-se amb serveis de Rob com a vocalista. La resta dels membres del grup van quedar sorpresos en escoltar-ho, per la qual va ser contractat immediatament.
Així, Rob Halford va començar una reeixida carrera al costat d'una de les bandes més influents de la història del heavy metal, Judas Priest, que s'estendria durant gairebé 20 anys, des de 1973 fins a 1992 en la seva primera etapa amb la banda. Halford és conegut pel seu enorme rang de sons que comprèn diverses octaves, pels seus crits aguts i la seva aparença. Rob Halford va ajudar a definir el Heavy Metal i va introduir, inspirant-se en el sadomasoquisme i en la cultura del cuir, un moviment gai que va sorgir a principis dels anys 70, el cuir tatxonat com a símbol particular i distintiu; a partir de llavors artistes i fans de tot el món van adoptar tal estètica com pròpia. Halford reforçava aquesta imatge de "cuir i metal" en incloure una Harley-Davidson que conduïa sobre la tarima en cada concert de Judas Priest. Per la seva gran influència en el rock, el heavy metal i la música metal en general, se l'ha anomenat Metal God (Déu del Metal, que a més fa referència a la cançó Metal Gods del grup).

### Successos entorn d'Halford
Sent part de Judas Priest, Rob Halford va realitzar importants col·laboracions amb altres músics de l'escena. Una de les més notòries va ser quan el 1985 el vocalista Ronnie James Dio va utilitzar la seva música per a recaptar fons i contribuir a combatre la fam en el món a través de Hear n' Aid i el tema "Stars", en el qual Halford va prendre part al costat d'altres músics de renom com Yngwie Malmsteen, Eddie Ojeda, Vince Neil, Geoff Tate, Blackie Lawless, Don Dokken, Vivian Campbell, George Lynch, Frankie Banali, Vinny Appice, Adrian Smith, Dave Murray, Ted Nugent, entre d'altres.
Aquest mateix any va ser, igualment, en el qual va ocórrer un esdeveniment tràgic en la vida de Halford: va intentar suïcidar-se en la suite del seu hotel prenent una sobredosi de tranquil·litzants. La confessió va venir anys més tard, i d'ell mateix. El fet estava relacionat amb el fet de sentir-se molt pressionat respecte de la seva homosexualitat. El que llavors no sabia Rob Halford és que 5 anys més tard, el 1990, aquests "tranquil·litzants", es convertirien en el títol d'un dels àlbums més influents de la història del heavy metal, Painkiller la traducció al català del qual és analgèsic. Painkiller va significar la incorporació a Judas Priest del bateria Scott Travis, que posteriorment acompanyaria a Rob Halford quan aquest va abandonar Judas Priest.

### Separació de Judas Priest
En aquesta època van començar les primeres friccions en la banda. Rob Halford s'nteressava per un heavy metal alternatiu, a l'estil de Pantera, els quals van telonejar a Priest en el seu periple nord-americà. Va ser finalment en l'Operació Rock And Roll 1991, un festival per a celebrar la victòria en La Guerra del Golf, quan Judas Priest va deixar la seva relació d'amistat, encara que oficialment no es va donar a conèixer la ruptura fins a principis de 1993, malgrat ser ja coneguts els frecs interns en el grup.

### Halford amb Black Sabbath
Durant aquest període d'incertesa en el qual no se sabia encara amb certesa sobre la separació de Rob Halford de Judas Priest, va ocórrer una fita de la història del metal: Black Sabbath es trobava en la gira del seu àlbum Dehumanizer (el qual va significar la tornada de Ronnie James Dio a la banda), quan en les seves dues últimes dates van coincidir a Califòrnia amb dos concerts d'Ozzy Osbourne, el seu antic cantant, en el seu gira de comiat "No More Tours". Tony Iommi i Geezer Butler van acceptar tocar abans que Ozzy en els shows, però es van topar amb la negativa profunda de Dio. Això va ocasionar profunds frecs entre ambdós cantants originats en la dècada anterior. Ronnie es va negar en rodó a cantar, per la qual cosa se li va demanar a Halford de substituir-lo. Halford va acceptar amb gust, de manera que des del 13 fins al 20 de novembre de 1992, Rob Halford es va convertir en el vocalista d'una altra de les bandes més influents en la història del metal: Black Sabbath.

### Projectes en solitari
Després d'aquest històric esdeveniment, Rob Halford i Scott Travis van deixar llavors a Judas Priest i junts van formar Fight, del qual van sorgir dos treballs discogràfics: War Of Words i Small Deadly Space. El projecte mostrava a un Rob Halford més agressiu musicalment en comparació del seu treball al costat de Judas Priest, encara que sense el mateix èxit, la qual cosa el va dur a experimentar amb nous sons. El 1997 Halford va explorar altres gèneres musicals influenciats per la música electrònica amb una altra banda-projecte denominada 2wo. Després del seu llançament, el 1998, Halford va sorprendre la premsa internacional en anunciar en la MTV la seva homosexualitat, la qual cosa va ser bastant ben acceptada pels fans; encara que això era ja conegut per tots els membres de Judas Priest i un secret mal guardat entre el seu públic, sobretot a causa de la característica estètica del vocalista.
L'any 2000, Rob Halford va reprendre el heavy metal clàssic quan va fundar la banda Halford per a tornar a les seves arrels amb àlbums com Resurrection, Live Insurrection i Crucible. Per a aquests àlbums va comptar amb la col·laboració del famós productor Roy Z, productor de Bruce Dickinson i moltes llegendes del heavy metal.

### Tornada a Judas Priest

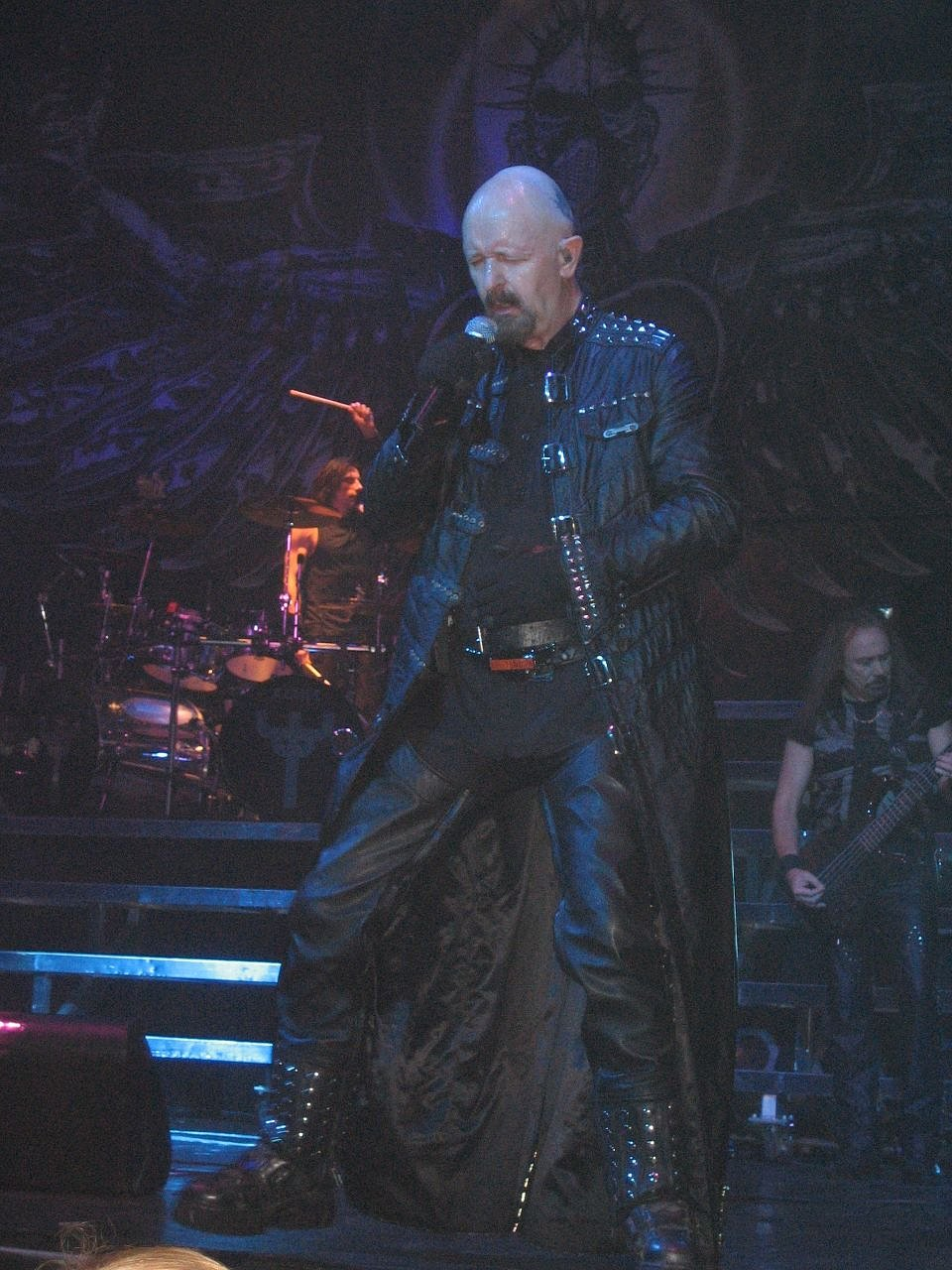
Rob Halford en un concert a Illinois durant la gira del 2005 de Judas Priest.

A finals del 2002, quan tots els membres de la banda es van unir per a discutir el material que compondria el seu "Box Set", el qual veuria la llum a mitjan 2004 amb el nom de Metalogy, Judas Priest va decidir reunir-se de nou i, després de més de dotze anys de separació, el cantant original del grup, Rob Halford, va anunciar al juliol de 2003 el seu retorn a la banda per a fer una gira mundial el 2004 i gravar nous discos. En aquest any 2004, Rob Halford va tornar a protagonitzar un esdeveniment digne de recordar-se, quan per segona vegada, ara en l'Ozzfest de dit any, Black Sabbath era el cap de cartell, però Ozzy Osbourne es trobava malalt d'una bronquitis que l'obligava a guardar repòs, per la qual cosa li era impossible cantar. Així que Sharon Osbourne va cridar a Rob Halford i el va convèncer perquè reemplacés a Ozzy, a la qual cosa el vocalista de Judas Priest va respondre novament que sí. Ja per a l'any 2005 Rob Halford va tornar a deixar la seva veu plasmada en un disc d'estudi al costat de Judas Priest, titulat Angel of Retribution, al qual va acompanyar una nova i extensa gira.

### Actualitat
L'1 de juny de 2006 Rob va anunciar que havia comprat els drets dels seus enregistraments amb la banda Halford a Sanctuary Records: havia format el seu propi segell discogràfic que va anomenar "metal God Entertainment (MGE)", a través del qual s'han reeditat tots els treballs de la banda Halford. Es va realitzar una recopilació de la seva etapa amb Fight titulat Fight K5-The War OF Words - Demos. Halford va presentar igualment als seus seguidors el Metal God Essentials- Volume 1 on oferia una recopilació d'alguns dels millors temes de la seva carrera fora de Judas Priest, a més d'incloure dos temes especialment realitzats per a aquesta recopilació i un DVD amb els millors moments del Metal God en la seva carrera en solitari. El 2008 es va publicar un àlbum conceptual basat en la vida del profeta Nostradamus, obra que presenta novament a un Judas Priest amb Rob Halford com a vocalista i part fonamental en les seves composicions.

## Discografia

### Judas Priest
- Rocka Rolla (1974)
- Sad Wings of Destiny (1976)
- Sin After Sin (1977)
- Stained Class (1978)
- Killing Machine (1978) (publicat com a Hell Bent for Leather als EUA 1979)
- Unleashed in the East Live (1979)
- British Steel (1980)
- Point of Entry (1981)
- Screaming for Vengeance (1982)
- Defenders of the Faith (1984)
- Turbo (1986)
- Priest...Live! (1987)
- Ram It Down (1988)
- Painkiller (1990)
- Electric Eye DVD (2003)
- Metalogy Box-set (2004)
- Angel of Retribution (2005)
- Rising In the East DVD (2005)
- Live Vengeance '82  re-llançament en DVD, UMD (2006)
- The Essential Judas Priest Compilation (2006)
- Nostradamus (2008)

### Fight
- War of Words (1993)
- Nailed to the Gun Tour Single (1993)
- Mutations EP (1994)
- A Small Deadly Space (1995)
- K5 - The War of Words Demos (2007)
- War of Words - The Film (Nov 2007)
- War of Words - Remixed and Remastered
- Into The Pit Boxset

### 2wo
- Voyeurs (1997)

### Halford
- Resurrection (2000)
- Live Insurrection (2001)
- Crucible (2002)
- Fourging the Furnace EP (només al Japó) (2003)
- Metal God Essentials, Vol. 1 (2007)
- Halford Live at Rock in Rio III DVD (2008)
- Winter Songs (Halford 3) (2009)